# Las gafas de oro
Las gafas de oro es uno de los 56 relatos cortos sobre Sherlock Holmes escrito por Arthur Conan Doyle. Fue publicado originalmente en The Strand Magazine y posteriormente recogido en la colección El regreso de Sherlock Holmes.

## Argumento
En una tempestuosa y desapacible noche de noviembre de 1894, se presenta en Baker Street el inspector Hopkins de Scotland Yard. El joven policía está realmente desorientado por la extraña muerte del joven Willoughby Smith.
El episodio tuvo lugar en Yoxley Old Place, en Kent, a catorce kilómetros de Chatham. La casa alquilada por el profesor Coram era un remanso de paz, donde el profesor se dedicaba a trabajar con la sola compañía del servicio y de su joven secretario, el malogrado Willoughby Smith. De pronto, un día, tras oír "un alarido desatinado y bronco", la doncella encuentra al secretario agonizando. Solamente existen dos pistas: la frase de Willoughby antes de morir "El profesor...; fue ella", y las gafas de oro que aferraba en su mano. No hay rastro del asesino, no existe ningún móvil aparente y el inspector Hopkins no encuentra ninguna solución.
Sherlock Holmes descubrirá la verdadera personalidad del profesor Coram, y una vez más será el pasado de éste el que le pedirá cuentas y vengará su infamia. Sin embargo, la cobardía del profesor ha causado la muerte de dos inocentes. La intervención de Holmes logrará, por lo menos, que las dos muertes no sean inútiles.